# Inktzwart hart
Inktzwart hart (Engels: The Ink Black Heart) is een misdaadroman geschreven door J.K. Rowling en gepubliceerd onder het pseudoniem Robert Galbraith. Het boek werd op 30 augustus 2022 gepubliceerd. Het is het zesde boek in de Cormoran Strike-serie.

## Plot
Nadat Strike en Robin The Ritz hebben bezocht voor Robins dertigste verjaardag, probeert Strike Robin te kussen. Robin ontwijkt de kus. Strike voelt zich afgewezen en begint een relatie met Madeline, een kennis van zijn ex-verloofde Charlotte. Hij houdt de relatie geheim voor Robin.
Edie Ledwell, een animator die mee de succesvolle tekenfilm Inktzwart Hart op YouTube maakte en die nu wordt verfilmd op Netflix, bezoekt het bureau. Ze vraagt Robin om de identiteit te onderzoeken van Anomie, een online figuur die Drek's Game mee creëerde, een online game gebaseerd op de tekenfilm, en Edie begon lastig te vallen nadat ze kritiek had geuit op de game. Robin verwijst Edie door naar een ander bureau met meer ervaring op het gebied van computercriminaliteit. Binnen het spel lijken twee moderators een bewijsdossier te hebben dat Anomie en Edie hetzelfde zijn. Ze delen dit met Josh Blay, de andere mede-maker van Inktzwart Hart en Edies ex-vriend. Kort daarna worden Edie en Josh getaserd en neergestoken terwijl ze elkaar ontmoeten op Highgate Cemetery, de setting van de cartoon. Edie sterft terwijl Josh verlamd is.
Het bureau wordt ingehuurd om de identiteit van Anomie te onderzoeken door een filmproducent die Inktzwart Hart wil verfilmen. Ze onderzoeken verschillende personen die verband houden met de cartoon en het North Grove Art-collectief. Een groot deel van het onderzoek vindt online plaats. De rechercheurs onderzoeken hierbij het misbruik van Anomie, en een andere figuur, The Pen of Justice, die de cartoon bekritiseren omdat deze racistisch, validistisch en transfoob zou zijn. Ze onderzoeken ook Drek's Game, waarin Anomie openlijk de moord bekent, iets dat door de andere moderators, waaronder mede-maker Morehouse, als een grap wordt behandeld. 
Twee moderators lijken banden te hebben met de Halvening, de extreemrechtse groep die het dossier met valse bewijzen heeft samengesteld en waarvan de politieverdachte de moord heeft gepleegd. Robin krijgt toegang tot het spel en wordt een actieve speler. Robin en Strike proberen verdachten uit te sluiten door observaties uit te voeren en te onderzoeken welke verdachten er buiten het spel actief zijn, wanneer Anomie tegelijk actief is in het spel.